# فيصل الغريب
المستشار فيصل سعيد الغريب (مواليد 1957)، سياسي وقانوني كويتي، وزير العدل وزير الأوقاف والشؤون الإسلامية في الفترة من 17 يناير 2024 وحتي 21 مايو 2024.

## عن حياته
ولد فيصل الغريب في سنة 1957 ، وهو حاصل على شهادة الليسانس في الحقوق والشريعة من جامعة الكويت سنة 1980 ، وقد مارس مهنة المحاماة خلال الفترة 1980 حتى 1984 ، كما عمل بإدارة الفتوى والتشريع سنة 1984 بدرجة محام ، وعيُن عضواً في لجنة المناقصات المركزية ممثلاً عن إدارة الفتوى والتشريع إعتباراً من سنة 1988 حتى سنة 1990 ، وفي سنة 1990 عُين مديراً للإدارة القانونية بالهيئة العامة للتعليم التطبيقي والتدريب وشغل المنصب حتى سنة 1992 ، كما عُين سابقاً مستشاراً قانونياً للهيئة العامة لتقدير التعويضات عن خسائر العدوان العراقي خارج أوقات العمل الرسمي

### مناصب شغلها سابقاً:
- وكيل وزارة مساعداً في بديوان متابعة أعمال الجهاز الإداري وشكاوى المواطنين.
- وكيل لديوان متابعة أعمال الجهاز الإداري وشكاوى المواطنين بالإنابة.
- وكيل وزارة مساعداً للشؤون القانونية بديوان الخدمة المدنية.
- نائب رئيس مجلس إدارة شركة الخطوط الجوية الكويتية من 2020.
- عضواً في عدد من اللجان وفرق العمل للجهاز الإداري للدولة.
- رئيس مجلس إدارة بنك التسليف والادخار لثلاث دورات من 2005 إلى 2012.
- عضو في لجنة المتطلبات التشريعية لخطة التنمية على مستوى الدولة.
- عضو مجلس كلية الحقوق بجامعة الكويت من 2011 إلى 2013.

### تعينه وزيراً في الحكومة الكويتية
في 17 يناير 2024 صدر مرسومٌ أميري بتشكيل الحكومة حيث عُين وزيراً للعدل ووزيراً للأوقاف والشؤون الإسلامية.